# アストラッド・ジルベルト
アストラッド・ジルベルト（ブラジルポルトガル語：Astrud Gilberto（アストルーヂ・ジウベルト）、1940年3月29日 - 2023年6月5日）は、ブラジルのボサノヴァ、ジャズ、ポピュラー音楽歌手。

## 来歴

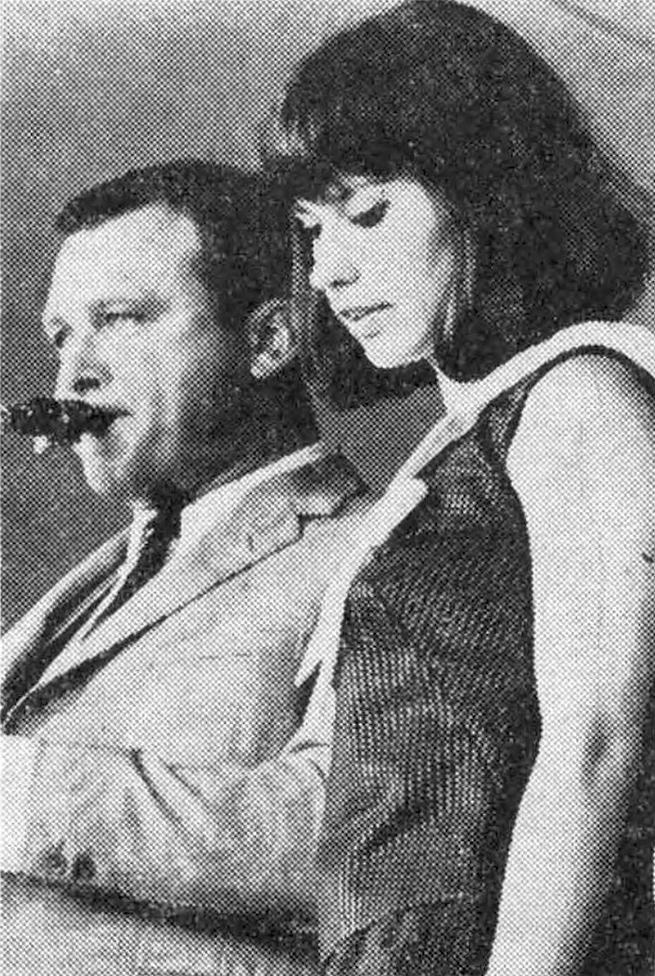
スタン・ゲッツとジルベルト

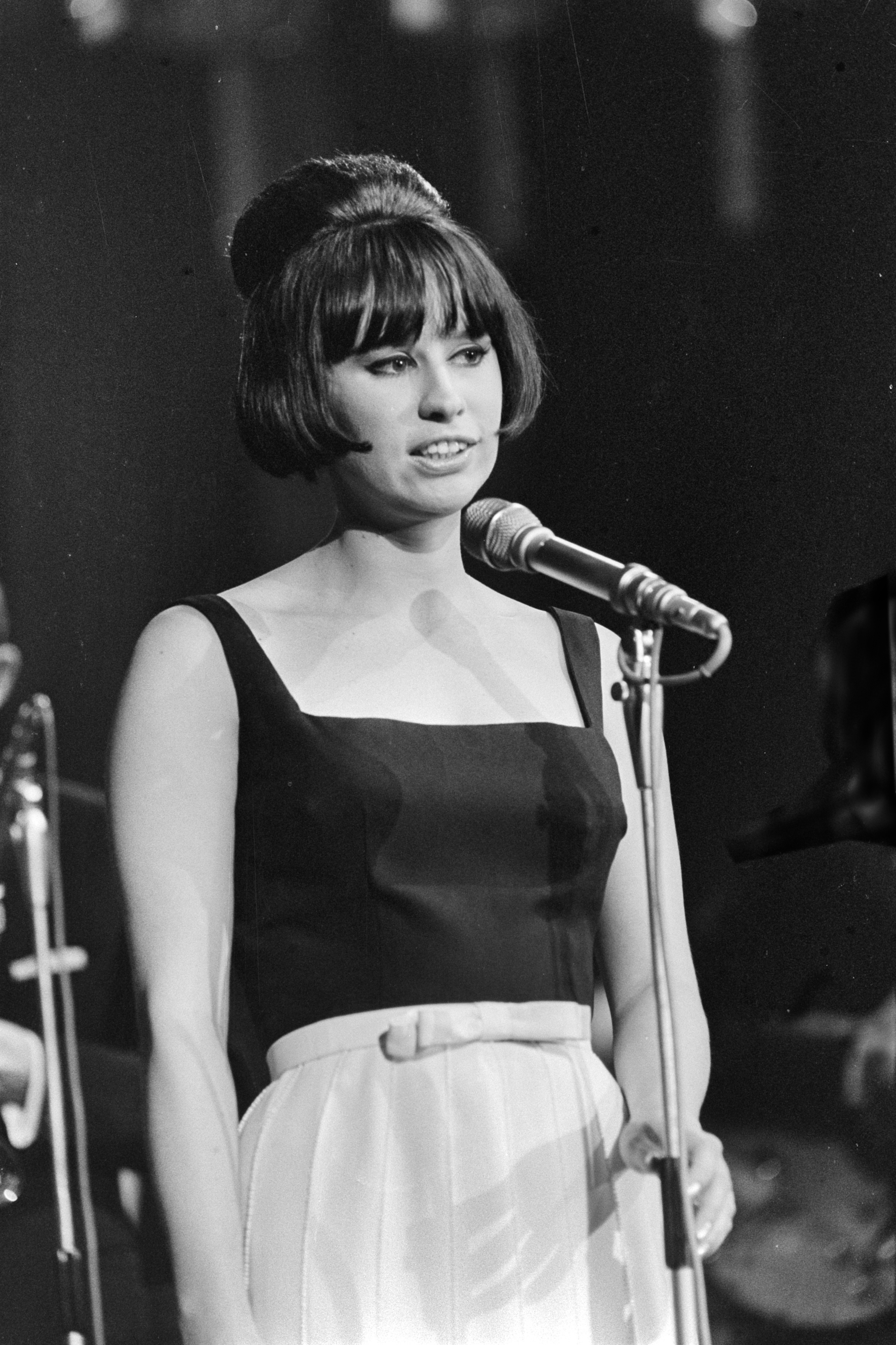
1966年10月、アムステルダムにて

1970年、リオデジャネイロにて

1940年3月29日、アストラッドは、ブラジル・バイーア州サルヴァドールでアストラッド・エヴァンジェリーナ・ワイナート（Astrud Evangelina Weinert）としてブラジル人の母とドイツ人の父親の間に生まれ、リオ・デ・ジャネイロで育った。
1959年にジョアン・ジルベルトと結婚し、1963年にアメリカ合衆国に移住。同年3月、ジョアン・ジルベルト、スタン・ゲッツ、アントニオ・カルロス・ジョビンらはニューヨークでアルバム『ゲッツ/ジルベルト』のレコーディングを行った。アストラッドはプロの歌手として歌ったことはなかったが、彼女の歌声にプロデューサーのクリード・テイラーが目をつけ、「イパネマの娘」と「コルコヴァード」の2曲に参加した。アルバムは1964年3月に発売。同年5月に「イパネマの娘」がシングルカットされ、全米5位を記録。世界的にヒットした。
「イパネマの娘」の大成功後、ソロ・デビューを果たし、ブラジルのボサノヴァとアメリカのジャズ・スタンダードの架け橋的な存在となる。1970年代には自身で作曲をし、レコーディングを行った。ジョアンとアストラッドは1960年代の半ばに離婚した。
彼女はボサノヴァの代表的な歌手という、海外における一定の評価もある反面、英語で歌ったために、ブラジル国内ではあまり実績を残していない。そのため、同国内における評価はあまり高くない。サンバ歌手で有名なベッチ・カルヴァーリョなどもその点を指摘したコメントを残している。
動物虐待や動物実験には批判的な姿勢を持っており、動物の権利を主張して自らも反対運動に参画している。
2023年6月5日、アメリカ合衆国ペンシルベニア州フィラデルフィアの自宅にて死去、83歳没。

## ディスコグラフィ

### リーダー・アルバム
- 『ゲッツ・オー・ゴー・ゴー』 - Getz Au Go Go (1964年、Verve) ※with スタン・ゲッツ
- 『おいしい水』 - The Astrud Gilberto Album (1965年、Verve)
- 『いそしぎ』 - The Shadow of Your Smile (1965年、Verve)
- 『ルック・トゥ・ザ・レインボウ』 - Look to the Rainbow (1966年、Verve)
- 『サマー・サンバ』 - A Certain Smile, a Certain Sadness (1966年、Verve) ※with ワルター・ワンダレイ
- 『ビーチ・サンバ』 - Beach Samba (1967年、Verve)
- 『ウィンディ』 - Windy (1968年、Verve)
- 『あなたと夜を』 - I Haven't Got Anything Better to Do (1969年、Verve)
- 『ジルベルト・イン・セプテンバー』 - September 17, 1969 (1969年、Verve)
- 『ゴールデン・ジャパニーズ・アルバム』 - Gilberto Golden Japanese Album (1970年、Verve)
- 『ジルベスト・ウィズ・タレンタイン』 - Gilberto with Turrentine (1971年、CTI) ※with スタンリー・タレンタイン
- 『ナウ』 - Now (1972年、Perception)
- 『イパネマの娘』 - That Girl from Ipanema (1977年、Image)
- 『SO&SO』 - So & So: Mukai Meets Gilberto (1983年、Better Days) ※with 向井滋春
- 『ソーホーのサンバ』 - Plus (1986年、Polydor) ※with ジェームス・ラスト
- 『ライヴ・イン・NY』 - Live in New York (1996年、Pony Canyon) ※1989年ライブ録音
- 『テンペランス』 - Temperance (1997年、Pony Canyon)
- 『ジャングル』 - Jungle (2002年、Magya)
- 『ライヴ・アット・ベルリン・ジャズ・フェスティヴァル 1966』 - Live At The Berlin Jazztage 1966 (2021年、The Lost Recordings) ※with スタン・ゲッツ